# كيه إتش-31
الصاروخ كيه إتش -31 (وبالروسية X-31 وتعريف الناتو AS-17 الكريبتون)
هو صاروخ جو-أرض روسي يمكن إطلاقه من منصات طائرة مثل ميج -29 وسو-27. يمتاز الصاروخ بالانطلاق بسرعة تصل إلى 3.5 ماخ وهو أول صاروخ مضاد للسفن ينطلق بسرعة تفوق سرعة الصوت يمكن إطلاقه بطائرات تكتيكية. 

هناك عدة نسخ من الصاروخ، وإن كانت النسخة المضادة للإشعاع هي الأكثر شهرة، ولكن نسخ الصاروخ تشمل أيضاً الصواريخ المضادة للسفن وللطائرات الهدفية.
كما كان هناك حديث عن تعديل الصاروخ ليصبح قاتلًا لطائرات الإنذار المبكر AWACS.

## التطوير
إن انتشار صواريخ سطح-جو (صواريخ سام) على الساحة العالمية دفع بالحاجة إلى إخماد الدفاعات الجوية للعدو لتصبح على رأس أولويات أي سلاح جوي يعتزم الإغارة على عدوه. وأصبحت عمليات قصف رادارات البحث والتتبع علاوة على رادارات التحكم النيراني Fire Control Radars ركناً أساسياً من أركان هذه المهمة.

والصواريخ المضادة للإشعاعات يجب أن تتمتع بمواصفات خاصة منها أن تكون ذات أمدية كافية مما يسمح للمنصات بإطلاقها من خارج نطاق صواريخ سطح-جو المعادية. كما يجب أن تمتاز هذه الصواريخ بسرعة عالية لتقليل مخاطر اعتراضها وإسقاطها، بالإضافة إلى باحث Seeker قادر على اكتشاف نطاق كبير من أنواع الرادرات.

وهذا النوع من الصواريخ ليس في حاجة إلى رأس حربي كبير بشكل خاص.

تم تطوير أول صاروخ مضاد للإشعاعات ARM في الاتحاد السوفييتي من قبل مجموعة Raduga OKB من أجل القاذفات الثقيلة Heavy Bombers. وتم تطوير الصاروخ Kh-22P من الصاروخ ذو الأطنان الستة Raduga Kh-22 والمعروف أيضاً باسم (AS-4 'Kitchen'). وقد أدت الخبرة المكتسبة من هذه العملية إلى ظهور الصاروخ Kh-28 -أو مايعرف باسم (AS-9 Kyle)- في العام 1973، والذي قامت بحمله مقاتلات تكتيكية مثل سو-7بي وسو-17 وسو-24. وقد امتاز بقدرات 3 ماخ مع مدى 120 كم، وهو مايفوق قدرات نده بعصره AGM-78 Standard ARM.

وقد خلف Kh-28 الصاروخ Kh-58 وذلك في العام 1978 والذي امتاز بسرعة ومدى مماثلين لما تمتع بهما سلفه، ولكن حل محل محرك الوقود الصاروخي المزدوج بدافع وقود صلب RDTT solid propellant أكثر أمناً بكثير.
ومع التطور الهائل بتقنيات صواريخ سطح-جو SAM وظهور أنظمة أكثر تعقيداً كما في حالة صواريخ باتريوت ومنظومة البحرية الأمريكية القتالية «آيجيس» Aegis combat system، شكل هذا التطور ضغطاً أكبر على السوفييت لتطوير صاروخ مضاد للإشعات أكثر تطوراً وفاعلية، وتناولت Zvezda الأمر بمنظور مختلف عن منظور Raduga فقد استفادت Zvezda بخلفيتها وخبراتها بمجال صواريخ جو-جو خفيفة الوزن. وهكذا قامت Zvezda بتطوير عائلة KH-25 الناجحة من صواريخ جو-أرض قصيرة المدى، بما في ذلك Kh-25MP لاستخدامها ضد الرادارات. وبدأت Zvezda العمل على صاروخ مضاد للإشعاعات ARM طويل المدى، وهكذا كان الإطلاق الأول للصاروخ كيه إتش-31 في عام 1982. ودخل الصاروخ في الخدمة عام 1988 وعرض لأول مرة في عام 1991، حيث تم عرض النسخة Kh-31P في دبي والنسخة Kh-31A في مينسك.

في ديسمبر 1997، تم الإعلان عن عددا محدوداً من صواريخ كيه إتش-31 قد تم تسليمها إلى الصين، ولكن «الإنتاج لم يبدأ بعد». وكان هذا الإعلان في نفس توقيت بيع الروس عدداً من مقاتلات سو-30 إم كيه كيه للهند. ويبدو أن عمليات التسليم كانت من النموذج الروسي الأصلي المعروف باسم X-31، للسماح بإجراء الاختبارات بينما كان يجري تطوير نموذج KR-1 للإنتاج المرخص. وربما بدأ الإنتاج المحلي بحلول يوليو 2005. ثم تسارعت وتيرة التطوير الروسي منذ أن تم إدراج Zvezda بشركة الصواريخ التكتيكية Tactical Missiles Corporation في عام 2002، وتم الإعلان عن نماذج المدى الموسع 'D' ونماذج ترقية منتصف العمر 'M' (انظر فقرة النسخ أدناه).

## التصميم

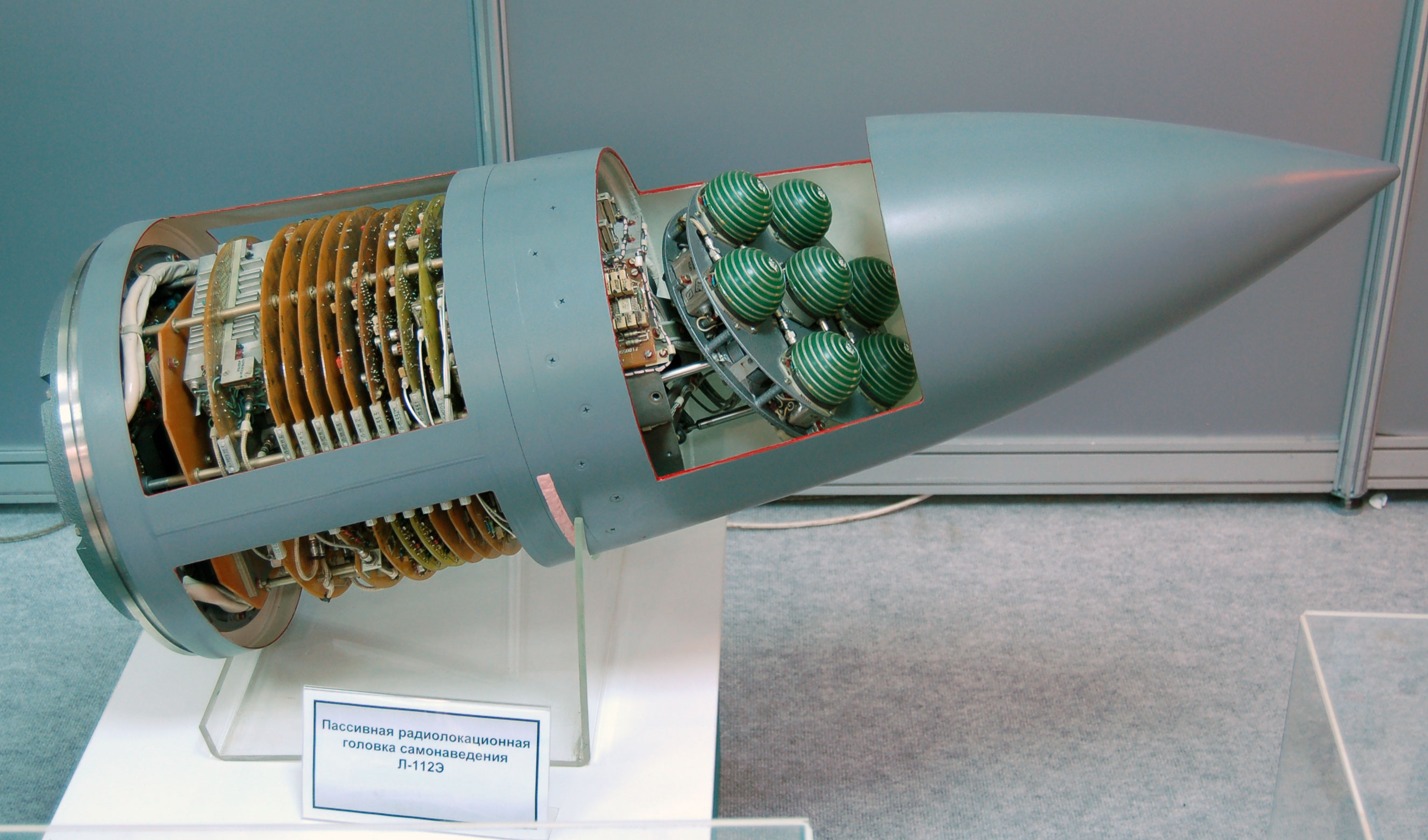
الباحث L112E

يعد الصاروخ Kh-31 -في العديد من النواحي- نسخة مصغرة من الصاروخ بي-270 موسكيت، وقد قام نفس المصمم بتصميم كلا الصاروخين. تصميم بدن الصاروخ تقليدي، بأجنحة صليبية الشكل وأسطح تحكم مصنوعة من التيتانيوم. الدفع على مرحلتين واضح بشكل جلي، وعند الإطلاق يقوم معزز وقود صلب -بالذيل- بعمل تسارع إلى 1.8 ماخ ويتم التخلص من المحرك، ثم يتم فتح أربعة مداخل هواء Air Intake وكما في الحالة الفرنسية-الألمانية ANS/ANF يصبح صندوق الصواريخ الفارغ عبارة عن غرفة الاحتراق لمحرك نفاث تضاغطي Ramjet بوقود الكيروسين، مما يجعل سرعة الصاروخ تفوق 4 ماخ.
لدى الباحث L-111E في النسخة المضادة للرادارات Kh-31P هوائي فريد من نوعه، وهو مصفوفة من مقاييس التداخل Interferometer بسبعة هوائيات حلزونية مثبتة على منصة قابلة للتوجيه. والبواحث Seeker التي تم تسليمها للصين 2001-2002 يبلغ طول كل منها 106.5 سم، وبقطر 36 سم، ووزن 23 كجم

## التاريخ التشغيلي
دخلت النسخة Kh-31P ARM -وهي النسخة المضادة للإشعاع من الصاروخ كيه إتش 31- للخدمة في روسيا عام 1988.

أما النسخة المضادة للسفن TM Kh-31A فدخلت الخدمة في عام 1989.

وعلى خلاف أسلافه، يمكن تركيب كيه إتش-31 على أي طائرة تكتيكية في روسيا بدءً من سوخوي سو-17 إلى ميج-31.

وفي عام 2001، اشترت الهند صواريخ كيه إتش-31 لمقاتلاتها من طراز سوخوي سو-30 إم كي آي Su-30MKI. ويبدو أنهم قاموا بشراء عدد 60 صاروخ Kh-31A و 90 صاروخ. تم تسليم عدد قليل من Kh-31P/KR-1 للصين في عام 1997 ولكن يبدو أنها كانت من أجل الاختبار وتطوير العمل، فقد طالب الصينيون بالصواريخ الروسية في أواخر عام 2002 أو أوائل عام 2003، مما أدى إلى دخول 200 صاروخ KR-1 في مخزونهم بحلول عام 2005.

وذكرت الصحف الصينية في يوليو 2005 أن طائرات سوخوي Su-30MKK التابعة للفرقة الجوية الثالثة كانت مجهزة بالصواريخ المذكورة.

## النُسخ
- Kh-31A - رأس الصاروخ باحث نشط لاستخدامه كقذيفة مضادة للسفن حتى حجم مدمرة، المدى 25 كم - 103 كم.[2] الصاروخ يتبع نمط قشط البحر عند اقترابه من الهدف.
- Kh-31P - ويعرف أيضاً باسم (Type 77P). رأس الصاروخ باحث سلبي فالصاروخ مضاد للإشعاعات Anti-Radiation Missile وينطلق ويستمر طوال رحلته على ارتفاعات عالية، مما يسمح بسرعات أعلى وزيادة في المدى، حيث يصل مداه إلى 110 كم.
- Kh-31AD/Kh-31PD - زيادة في المدى من خلال زيادة طول البدن من 4.70 م إلى 5.3 م. واعتبارا من عام 2012، بدء الإنتاج المتسلسل للنسخة KH-31PD.[10] بينما دخل KH-31AD بسلسلة الإنتاج في 2013
- Kh-31PK
- MA-31
- KR-1
- YJ-91 - كما يعرف باسم (Ying Ji 91) وهو نسخة صينية من الصاروخ Kh-31P. ويعتقد أن الصينيين طوروا نسخة مضادة للسفن مع باحث نشط محلي.

## المشغلون
روسيا

 سوريا

 الجزائر

 مصر

 اليمن

 الصين

 الهند

 بيرو

 إندونيسيا

 ماليزيا

 فنزويلا

 فيتنام